# 王德三
王德三（1898年7月15日—1930年12月31日），云南省祥云县人。原名王懋廷，字正辚，笔名正零。中国共产党早期人物。

## 生平
王德三生于刘厂乡王家庄的一个耕读世家。1913年考入大理高等小学，毕业后升入省立第二师范。师范三年级时因维护正义带头打巡警，导致不能在大理读书。1919年4月转学到昆明成德中学，在校期间常阅读进步刊物。1921年考入北京大学预科。
1921年3月，加入北大马克思学说研究会，与王复生一起共同担任法文组翻译。1922年，经邓中夏介绍加入中国共产党。1923年秋及1924年秋，先后被派到陕西华县成林中学和绥德省立第四师范任教，宣传马克思主义理论和共产主义思想。1925年2月，创建绥德共青团支部，任特支书记。后建立中共绥德支部，任书记。此为陕北地区最早的党、团组织。同年夏，回北京入北京大学哲学系学习。1925年7月发起成立云南革新社，10月创办《革新》周刊。
1926年春赴广州，到黄埔军校第三期任政治教官，主讲《帝国主义》课程。不久兼任国民革命军第三军留守处政治训练班主任。1927年2月被派回昆明，主持成立中共云南省临时工委，任书记。领导成立农民协会，昆明市总工会等革命团体。国共合作失败后，到开远、蒙山、文山等地指导农民运动。1928年夏，赴苏联，出席在莫斯科召开的中国共产党第六次全国代表大会。同年11月11日，从莫斯科返回云南，向党组织传达“六大”精神，又前往各地巡视，召开支部会议。
1929年1月，中共云南省临委改选，王德三任迤南特委书记。在此期间主持制定的《少数民族问题大纲》，对后来党对民族工作的理论发展有着极其重要的指导作用。5月1日，根据党中央的指示，省临委又重新确定仍由王德三担任省临委书记。同年10月，领导发动文山武装起义。1929年领导马关八寨、文山小塘子武装起义。1930年，领导陆良旧州、三岔河等地武装起义。1930年1月经党中央批准，云南省临委召开扩大会议，正式选举产生中共云南省委，王德三任书记。与此同时，国民党云南当局加紧反共，局势日益险恶，他决定亲赴上海向党中央汇报情况，由于当时直达上海的道路不通，只能先回祥云从滇西绕道缅甸前往上海。1930年11月19日，在与祥云的挑脚结伴同行至昆明西郊长坡路上，被省委内部人士王少犹告发而被捕。12月31日，被处决于昆明北校场。后被中共追认为革命烈士。

## 纪念
王德三之墓位于昆明市盘龙区黑龙潭公园内，为第一批云南省文物保护单位。
王德三在刘厂镇王家庄村的故居是第四批云南省文物保护单位，故居内建有纪念馆。
1990年12月31日，王德三就义60周年之际，王德三的半身铜像在祥云县城的龙翔公园落成。

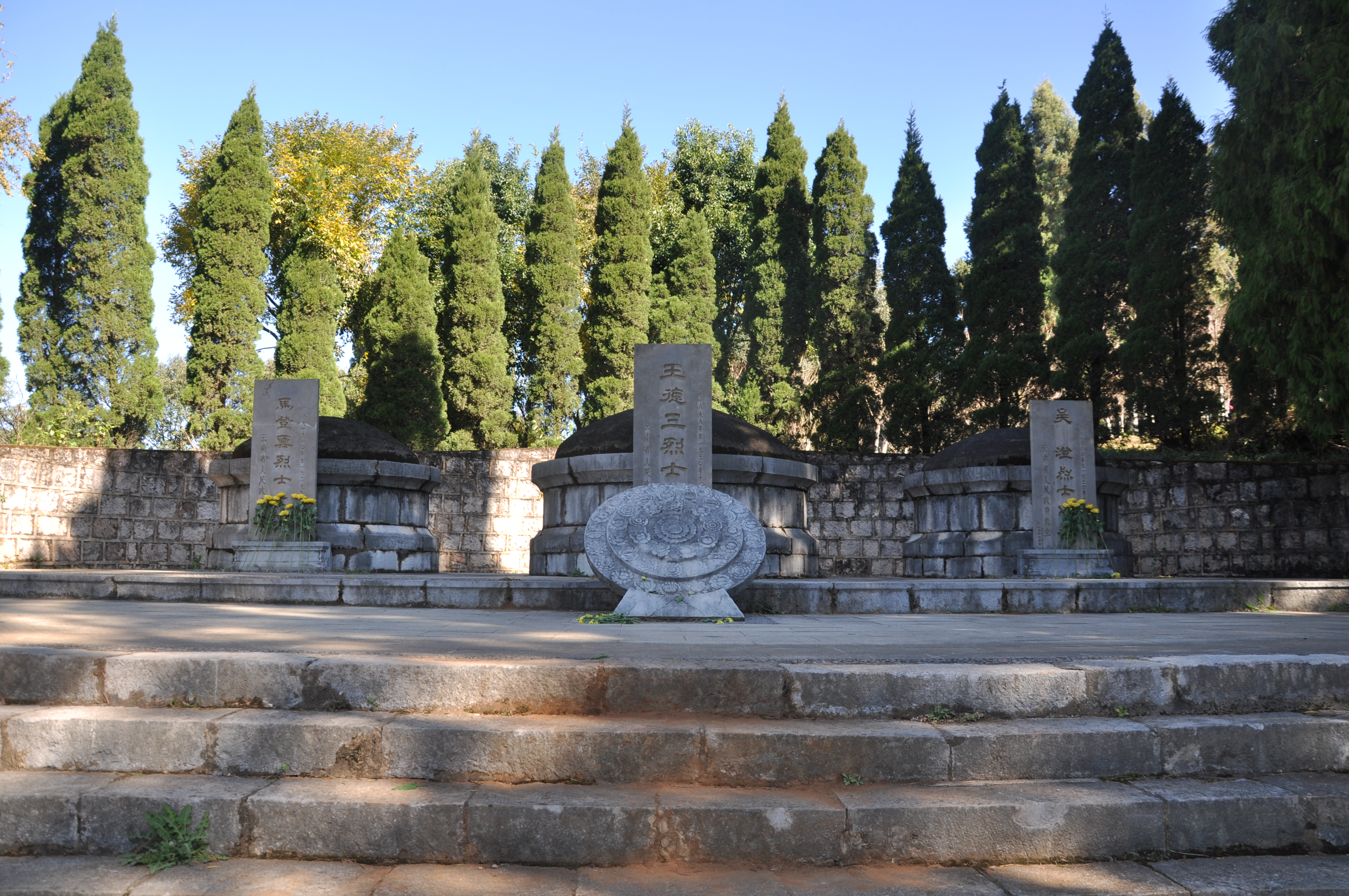
王德三之墓
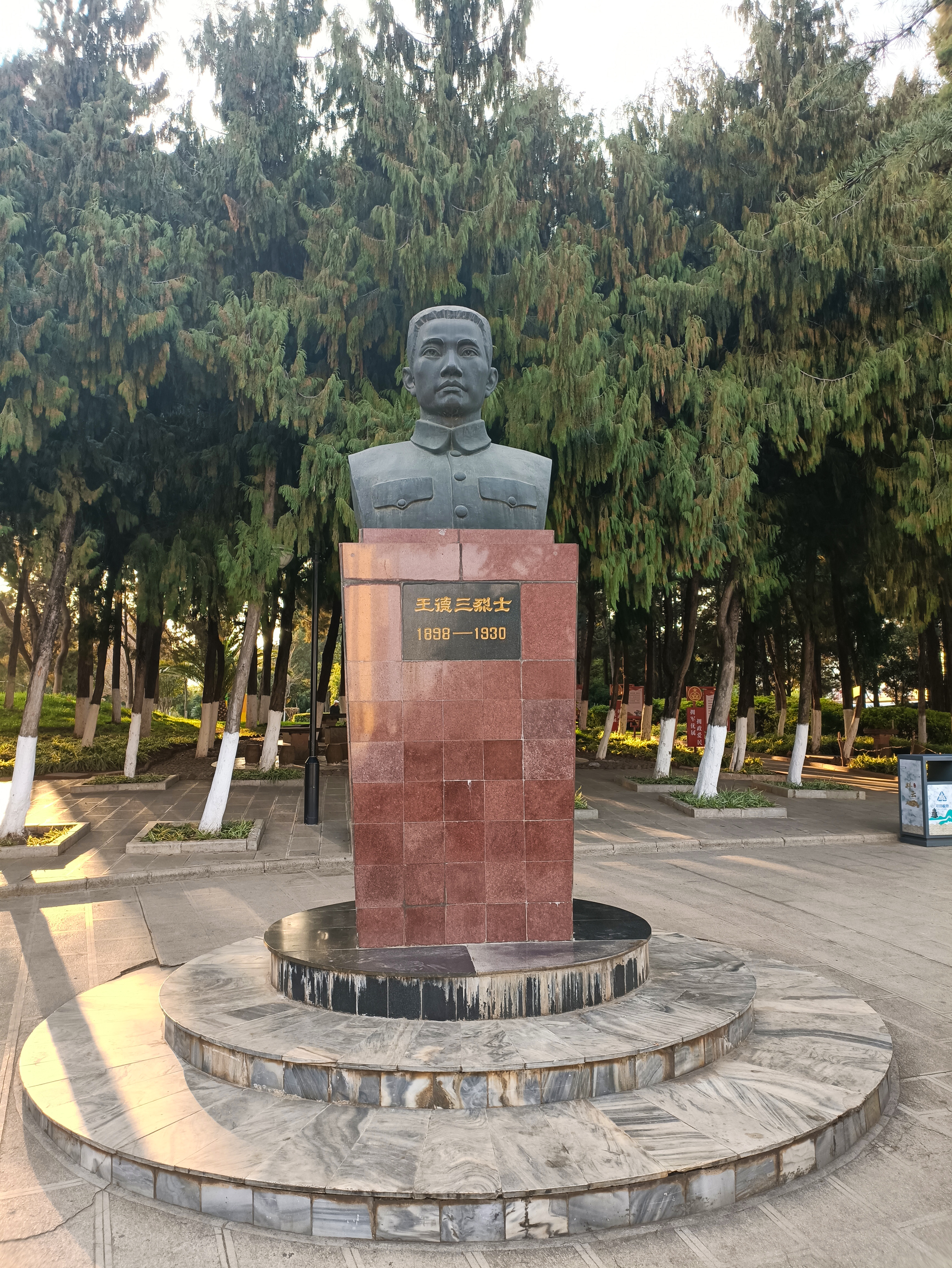
王德三烈士铜像